# Колумбија (Алабама)
Колумбија (енгл. Columbia) град је у америчкој савезној држави Алабама. По попису становништва из 2010. у њему је живело 740 становника.

## Демографија
Према попису становништва из 2010. у граду је живело 740 становника, што је 64 (8,0%) становника мање него 2000. године.
| Група             | 2000.       | 2010.       |
| Белци             | 595 (74,0%) | 568 (76,8%) |
| Афроамериканци    | 197 (24,5%) | 156 (21,1%) |
| Азијати           | 0 (0,0%)    | 0 (0,0%)    |
| Хиспаноамериканци | 4 (0,5%)    | 3 (0,4%)    |
| Укупно            | 804         | 740         |